# Amazon Prime

The logo for Prime Video has been used for 2024.

Amazon Prime est une collection de services payants de souscription proposée par Amazon.
Plusieurs services sont disponibles :
- Amazon Prime, le service pour des livraisons plus rapides[2]
- Prime Video pour les films et séries (concurrent de Netflix, Disney+, Hulu, HBO Max...)
- Amazon Music pour la musique (concurrent d'Apple Music, Spotify, Deezer,YouTube Music...)
- Prime Reading pour les livres électroniques
- Amazon Prime Pantry pour de l'épicerie non périssable
- Amazon Prime Air pour la livraison par drones
- Prime Gaming[3] (anciennement Twitch Prime) pour les jeux vidéo et les avantages liés à la plateforme Twitch[4]

## Prime Video

Prime Video logo 2008-23

Prime Video est un service de vidéo à la demande présent dans de nombreux pays. Concurrent de Netflix, Hulu et plus récemment Disney+, Apple TV+ et HBO Max. Il propose des émissions de télévision, des films et séries à la location ou à l'achat. Les titres sélectionnés sont offerts gratuitement aux clients disposants d'un abonnement Amazon Prime. Comme ses concurrents, Amazon a recherché une quantité d'offres exclusives comme The Boys pour différencier son service grâce à Amazon Studios.
Le 15 octobre 2019, Amazon annonce le lancement de Prime Video Channels en France, proposant aux abonnés Prime de souscrire à des chaînes de télévision et services de vidéo à la demande supplémentaires.

## Disponibilité du service dans le monde
En janvier 2021, les abonnements Amazon Prime sont disponibles dans 18 pays, à savoir l'Autriche, Australie, Belgique, Canada, Chine, France, Allemagne, Inde, Italie, Japon, Luxembourg, Mexique, Pays-Bas, Arabie Saoudite, Singapour, Espagne, Royaume-Uni et États-Unis. L'abonnement Amazon Prime peut également être disponible dans d'autres endroits, mais en raison de coûts de livraison différents (généralement plus élevés) ainsi que de problèmes de droits d'auteur et de droits de diffusion, les avantages pour les clients de ces endroits sont très limités. À partir de 2024, en Italie Amazon Prime annonce le lancement de Dazn channel pour ses abonnés 